# Lubajny
Lubajny (dawniej niem. Lubainen) – wieś w Polsce położona w województwie warmińsko-mazurskim, w powiecie ostródzkim, w gminie Ostróda.
W latach 1954–1961 wieś należała i była siedzibą władz gromady Lubajny, po jej zniesieniu w gromadzie Kajkowo. W latach 1975–1998 miejscowość administracyjnie należała do województwa olsztyńskiego.
Nazwa miejscowości wywodzi się na nazwiska Prusa – Lubene. We wsi zachował się dawny dwór z resztkami parku i zabudowań gospodarskich. We wsi znajduje się kościół pw. MB Fatimskiej, wybudowany w 1995 r. i dekanalne sanktuarium Matki Boskiej Fatimskiej (od 1996). Przez miejscowość przebiega linia kolejowa Iława – Olsztyn i droga gminna Ostróda – Stare Jabłonki.

## Historia
Wieś powstała jako dobra rycerskie. W 1398 r. Jan z Lubajn kupił 15 włók ziemi od Witschego Jonsena. Po wojnie polsko-krzyżackiej, w 1414 r. aż 17 włók leżało odłogiem. W 1477 r. komtur ostródzki Marcin Truchsess odnowił przywilej lokacyjny Jerzemu von Epingenowi, nadają wieś Lubajny oraz jeziora Borowej, Hejdyki (wraz z młynem), Buńki, Raudyty, Wielki Szeląg i Mały Szeląg. Dodatkowo otrzymał dwie włoki na prawie magdeburskim, położone pod wsią nad rzeką Drwęcą. Według danych z 1551 r. 15 włók należało do księcia Albrechta (dobra książęce). W 1581 r. powstał majątek ziemski na obszarze sześciu włók. W połowie XVIII wieku był w posiadaniu rodu Groebenów. W 1795 r. we wsi założono cegielnie.
W 1820 r. we wsi było 17 domów ze 106 mieszkańcami, natomiast w majątku było 6 doków i 27 mieszkańców. W 1861 r. majątek obejmował 2088 morgów ziemi i mieszkało w nim 159 osób.
W 1925 r. wieś obejmowała 648 ha ziemi i zamieszkana była przez 355 osób. W 1939 r. w Lubajnach było 358 mieszkańców. 
W 2005 r. powstała parafia Świętego Benedykta (proboszcz ks. mgr Wiesław Kaniuga).

## Zabytki
Klasycystyczny dwór z XIX wieku, później rozbudowywany, założony na planie litery L, z wieżyczką w narożniku. Na początku XXI w. był nieużytkowany i znajdował się w zarządzie Agencji Własności Rolnej Skarbu Państwa.